# Hyophila variegata
Hyophila variegata är en bladmossart som beskrevs av Johan Ångström 1876. Hyophila variegata ingår i släktet Hyophila och familjen Pottiaceae. Inga underarter finns listade i Catalogue of Life.